# Municipio de Waverly (Minnesota)
El municipio de Waverly (en inglés: Waverly Township) es un municipio ubicado en el condado de Martin en el estado estadounidense de Minnesota. En el año 2010 tenía una población de 208 habitantes y una densidad poblacional de 2,18 personas por km².

## Geografía
El municipio de Waverly se encuentra ubicado en las coordenadas 43°48′38″N 94°33′45″O / 43.81056, -94.56250. Según la Oficina del Censo de los Estados Unidos, el municipio tiene una superficie total de 95.34 km², de la cual 95,03 km² corresponden a tierra firme y (0,32 %) 0,31 km² es agua.

## Demografía
Según el censo de 2010, había 208 personas residiendo en el municipio de Waverly. La densidad de población era de 2,18 hab./km². De los 208 habitantes, el municipio de Waverly estaba compuesto por el 100 % blancos. Del total de la población el 0 % eran hispanos o latinos de cualquier raza.